# 張世榮 (清朝)
張世榮（？—？），本籍順天大興，監生出身，是中國清朝官員，於1733年上任新港巡檢，隸屬於台灣道台灣府，為台灣清治時期的地方官員，該官職主要從事新港之管理事務。